# Polymorphus corynoides
Polymorphus corynoides är en hakmaskart som beskrevs av Skrjabin 1913. Polymorphus corynoides ingår i släktet Polymorphus och familjen Polymorphidae. Inga underarter finns listade i Catalogue of Life.